# Чемпіонат України з футболу 2018—2019: друга ліга
Друга ліга України з футболу 2018–2019 — 27-й сезон другої ліги, який проходив із 21 липня 2018 року по 2 червня 2019 року.

## Регламент змагань
Команди розподілено на дві групи (А і Б) за територіальним принципом. Чемпіонат проводиться в три кола.
Команди, які посіли перше місце в турнірних таблицях груп А і Б, переходять до першої ліги. Команди, які посіли друге місце у групах А і Б, грають двоматчевий плей-оф за право наступного сезону виступати у першій лізі проти команд, які посіли 13-те та 14-те місця у першій лізі. Якщо клуб другої ліги відмовляється від підвищення у класі, право на це отримує команда, що посіла у підсумковій таблиці наступне місце.
Команди, які посіли останнє місце в турнірних таблицях груп А і Б, вибувають зі змагань ПФЛ.
Чемпіон та срібний призер другої ліги визначиться у матчі на нейтральному полі між командами, які посіли перші місця в турнірних таблицях груп А і Б. Бронзовими призерами стануть обидві команди, які посіли другі місця у своїх групах.
У випадку, якщо декілька команд набрали однакову кількість очок, місця у турнірній таблиці визначаються за такими критеріями:
1. Краща різниця забитих і пропущених м'ячів у всіх матчах.
2. Більша кількість забитих м'ячів у всіх матчах.
3. Результати матчів між усіма конкурентами за місце.[3]

## Учасники
За підсумками попереднього чемпіонату команди «Агробізнес», «Прикарпаття», «Дніпро-1» та «Металіст 1925» здобули путівки до першої ліги, а команди ФК «Тернопіль», «Скала», «Арсенал-Київщина», «Інгулець-2», «Суднобудівник», «Металург» втратили професіональний статус, ФК «Дніпро» був понижений у класі за рішенням ФІФА.
З першої ліги до другої ліги опустилися «Нафтовик-Укрнафта», «Кремінь», «Черкаський Дніпро». Поповнили другу лігу ФК «Калуш», ФК «Минай», «Чайка», «Гірник», «Кристал», МФК «Металург».
Перед початком сезону команда ФК «Львів» змінила назву на «Верес» і переїхала до Рівного, команда «Нива-В» — на «Нива», команда «Черкаський Дніпро» — на «Черкащина-Академія» та переїхала до села Білозір'я Черкаського району.
Перед початком сезону команда «Нафтовик-Укрнафта» знялася зі змагань.
Склад учасників:
| Команда              | Населений пункт                                             | Стадіон                                                                                   | Місткість стадіону | Місце в попер. ч-ті |
| Група А              | Група А                                                     | Група А                                                                                   | Група А            | Група А             |
| -------------------- | ----------------------------------------------------------- | ----------------------------------------------------------------------------------------- | ------------------ | ------------------- |
| «Буковина»           | Чернівці                                                    | «Буковина»                                                                                | 12 000             | 6                   |
| «Верес»              | Рівне                                                       | «Колос» (смт Млинів)                                                                      | 850                | 5                   |
| ФК «Калуш»           | Калуш                                                       | «Хімік» «Хет-трик Арена» (м. Івано-Франківськ)                                            | 7000 400           | —                   |
| ФК «Минай»           | село Минай Ужгородського району                             | «Минай-Арена»                                                                             | 1312               | —                   |
| «Нива»               | Вінниця                                                     | Центральний міський «Нива»                                                                | 24 000 3282        | 3                   |
| «Нива»               | Тернопіль                                                   | Міський                                                                                   | 15 150             | 7                   |
| «Поділля»            | Хмельницький                                                | «Поділля»                                                                                 | 6800               | 9                   |
| «Полісся»            | Житомир                                                     | «Авангард» (м. Новоград-Волинський) СТБ «Арсенал» (с. Щасливе) «Княжа-Арена» (с. Щасливе) | 3000 500 1000      | 8                   |
| «Чайка»              | село Петропавлівська Борщагівка Києво-Святошинського району | «Діназ» (с. Лютіж) Центральний ім. Михайла Бруквенка (смт Макарів)                        | 1000 3100          | —                   |
| «Черкащина-Академія» | село Білозір'я Черкаського району                           | «Зоря»                                                                                    | 1000               | 17 (перша ліга)     |
| Група Б              |                                                             |                                                                                           |                    |                     |
| «Гірник»             | Кривий Ріг                                                  | Шахти «Жовтнева»                                                                          | 2500               | —                   |
| «Енергія»            | Нова Каховка                                                | «Енергія»                                                                                 | 4000               | 3                   |
| «Кремінь»            | Кременчук                                                   | «Кремінь-Арена» ім. Олега Бабаєва                                                         | 1500               | 16 (перша ліга)     |
| «Кристал»            | Херсон                                                      | «Кристал»                                                                                 | 15 000             | —                   |
| МФК «Металург»       | Запоріжжя                                                   | «Славутич-Арена»                                                                          | 11 883             | —                   |
| МФК «Миколаїв-2»     | Миколаїв                                                    | «Парк Перемоги» Центральний міський                                                       | 5000 15 600        | 9                   |
| «Мир»                | село Горностаївка Новотроїцького району                     | «Затис»                                                                                   | 1250               | 5                   |
| ФК «Нікополь»        | Нікополь                                                    | «Електрометалург»                                                                         | 7200               | 7                   |
| «Реал Фарма»         | Одеса                                                       | «Іван»                                                                                    | 1200               | 6                   |
| «Таврія-Сімферополь» | Сімферополь                                                 | «Машинобудівник» (м. Берислав)                                                            | 4000               | 4                   |

## Група А

### Турнірна таблиця
| М  | Команда              | І  | В  | Н | П  | РМ    | О  |
| -- | -------------------- | -- | -- | - | -- | ----- | -- |
| 1  | ФК «Минай»           | 27 | 15 | 4 | 8  | 41−26 | 49 |
| 2  | «Черкащина-Академія» | 27 | 14 | 6 | 7  | 43−23 | 48 |
| 3  | «Полісся»            | 27 | 13 | 6 | 8  | 23−21 | 45 |
| 4  | «Нива» В             | 27 | 11 | 9 | 7  | 29−23 | 42 |
| 5  | «Верес»              | 27 | 12 | 5 | 10 | 24−25 | 41 |
| 6  | «Нива» Т             | 27 | 10 | 6 | 11 | 28−29 | 36 |
| 7  | ФК «Калуш»           | 27 | 10 | 6 | 11 | 30−33 | 36 |
| 8  | «Чайка»              | 27 | 8  | 7 | 12 | 28−28 | 31 |
| 9  | «Поділля»            | 27 | 6  | 7 | 14 | 20−34 | 25 |
| 10 | «Буковина»           | 27 | 5  | 6 | 16 | 19−43 | 21 |

Позначення:

### Результати матчів
| Команда              | БУК | ВЕР | КАЛ | МИН | НВІ | НТЕ | ПОД | ПОЛ | ЧАЙ    | ЧЕР |     | БУК | ВЕР | КАЛ | МИН | НВІ | НТЕ | ПОД | ПОЛ | ЧАЙ | ЧЕР |
| -------------------- | --- | --- | --- | --- | --- | --- | --- | --- | ------ | --- | --- | --- | --- | --- | --- | --- | --- | --- | --- | --- | --- |
| «Буковина»           |     | 0:1 | 0:3 | 0:0 | 0:4 | 0:2 | 3:2 | 2:2 | 0:3    | 0:1 |     | 0:0 |     |     |     | 1:2 | 1:1 |     | 0:4 |     |     |
| «Верес»              | 1:3 |     | 1:1 | 2:1 | 0:1 | 0:0 | 0:1 | 0:1 | 0:3[а] | 0:1 |     |     |     | 1:2 |     |     | 2:3 |     | 1:0 | 2:1 |     |
| ФК «Калуш»           | 2:0 | 1:0 |     | 1:0 | 1:1 | 1:0 | 0:0 | 0:1 | 1:0    | 1:0 | 1:4 | 0:0 |     |     | 2:3 | 4:3 |     | 1:2 |     |     |     |
| ФК «Минай»           | 3:0 | 2:0 | 2:0 |     | 2:1 | 3:0 | 1:0 | 1:1 | 2:1    | 3:1 | 2:1 |     | 3:1 |     | 0:1 |     | 3:1 |     | 1:2 |     |     |
| «Нива» В             | 2:1 | 0:0 | 1:0 | 0:0 |     | 1:1 | 2:2 | 0:0 | 1:0    | 0:0 | 1:0 | 1:3 |     |     |     | 0:1 |     | 1:2 |     | 1:0 |     |
| «Нива» Т             | 0:2 | 0:1 | 1:2 | 3:2 | 0:1 |     | 1:0 | 0:1 | 2:0    | 1:1 |     | 1:2 |     | 1:2 |     |     |     |     | 2:1 | 1:1 |     |
| «Поділля»            | 0:0 | 0:1 | 2:1 | 0:2 | 2:0 | 0:1 |     | 2:0 | 0:0    | 1:2 |     |     | 0:1 |     | 1:1 | 0:3 |     | 0:1 |     |     |     |
| «Полісся»            | 1:0 | 0:1 | 1:1 | 1:0 | 0:2 | 2:0 | 0:0 |     | 1:0    | 0:0 | 0:1 | 1:2 |     | 0:1 |     | 0:1 |     |     |     | 0:4 |     |
| «Чайка»              | 1:1 | 0:1 | 0:0 | 1:1 | 2:2 | 0:0 | 0:1 | 0:1 |        | 1:0 |     |     | 2:1 |     | 2:1 |     | 2:0 | 1:3 |     |     |     |
| «Черкащина-Академія» | 2:0 | 1:2 | 3:2 | 3:0 | 1:0 | 1:1 | 3:1 | 0:1 | 1:1    |     | 2:0 |     | 4:1 | 3:2 |     |     | 3:0 |     | 4:1 |     |     |

а Згідно з рішенням КДК ФФУ від 14 листопада 2018 року за перевищення дозволеної кількості замін футболістів команді «Верес» зараховано технічну поразку 0:3, а «Чайці» — перемогу 3:0. Початковий результат матчу — 1:1.

### Найкращі бомбардири
| № | Футболіст          | Команда                    | Голи (пен.) |
| - | ------------------ | -------------------------- | ----------- |
| 1 | Роберт Гегедош     | ФК «Минай»                 | 13 (2)      |
| 2 | Дмитро Скакун      | ФК «Калуш»                 | 11 (5)      |
| 3 | Олексій Литовченко | «Нива» Т                   | 9 (2)       |
| 3 | Анатолій Нурієв    | ФК «Минай»                 | 9 (2)       |
| 5 | Віталій Бойко      | «Черкащина-Академія»       | 9 (3)       |
| 6 | Андрій Сторчоус    | «Черкащина-Академія»       | 8           |
| 6 | Михайло Шестаков   | «Нива» В (6) / «Верес» (2) | 8           |

## Група Б

### Турнірна таблиця
| М  | Команда              | І  | В  | Н  | П  | РМ    | О  |
| -- | -------------------- | -- | -- | -- | -- | ----- | -- |
| 1  | «Кремінь»            | 27 | 18 | 7  | 2  | 48−17 | 61 |
| 2  | МФК «Металург»       | 27 | 18 | 2  | 7  | 54−24 | 56 |
| 3  | «Гірник»             | 27 | 15 | 6  | 6  | 53−33 | 51 |
| 4  | «Кристал»            | 27 | 15 | 2  | 10 | 43−29 | 47 |
| 5  | «Мир»                | 27 | 14 | 3  | 10 | 42−31 | 45 |
| 6  | «Енергія»            | 27 | 8  | 7  | 12 | 27−32 | 31 |
| 7  | «Таврія-Сімферополь» | 27 | 6  | 12 | 9  | 30−35 | 30 |
| 8  | «Реал Фарма»         | 27 | 5  | 8  | 14 | 23−50 | 23 |
| 9  | МФК «Миколаїв-2»     | 27 | 5  | 5  | 17 | 22−52 | 20 |
| 10 | ФК «Нікополь»        | 27 | 3  | 4  | 20 | 15−54 | 13 |

Позначення:

### Результати матчів
| Команда              | ГІР | ЕНЕ | КРЕ | КРИ | МЕТ | МИК | МИР | НІК | РЕА | ТАВ |     | ГІР | ЕНЕ | КРЕ | КРИ | МЕТ | МИК | МИР | НІК | РЕА | ТАВ |
| -------------------- | --- | --- | --- | --- | --- | --- | --- | --- | --- | --- | --- | --- | --- | --- | --- | --- | --- | --- | --- | --- | --- |
| «Гірник»             |     | 2:2 | 2:2 | 1:0 | 3:1 | 7:3 | 3:2 | 2:0 | 3:1 | 3:3 |     | 2:1 | 1:2 |     | 1:3 |     |     | 3:0 |     | 1:2 |     |
| «Енергія»            | 2:0 |     | 0:2 | 1:0 | 0:1 | 2:0 | 0:1 | 0:1 | 2:0 | 1:1 |     |     |     | 0:0 | 0:2 |     |     |     | 2:2 | 0:0 |     |
| «Кремінь»            | 0:0 | 2:0 |     | 3:0 | 1:0 | 1:0 | 2:0 | 1:0 | 3:0 | 0:0 |     | 2:2 |     | 1:0 | 2:0 |     |     | 3:2 |     | 2:0 |     |
| «Кристал»            | 2:0 | 3:0 | 1:0 |     | 4:1 | 1:0 | 2:1 | 3:1 | 2:1 | 3:2 | 0:3 |     |     |     |     | 4:1 | 0:1 | 2:0 | 3:1 |     |     |
| МФК «Металург»       | 1:1 | 2:1 | 1:1 | 2:0 |     | 4:0 | 2:3 | 2:0 | 3:0 | 1:0 |     |     |     | 2:0 |     | 2:1 | 2:0 | 6:0 | 5:0 |     |     |
| МФК «Миколаїв-2»     | 0:3 | 4:3 | 1:1 | 2:1 | 0:2 |     | 1:0 | 0:0 | 2:0 | 0:0 | 1:3 | 0:2 | 0:4 |     |     |     | 0:1 |     |     |     |     |
| «Мир»                | 1:1 | 2:1 | 0:1 | 3:0 | 2:1 | 2:0 |     | 0:1 | 3:0 | 2:1 | 0:1 | 1:2 | 5:2 |     |     |     |     | 3:2 |     | 2:1 |     |
| ФК «Нікополь»        | 0:2 | 0:1 | 1:4 | 0:5 | 1:2 | 2:3 | 1:1 |     | 0:1 | 0:2 |     | 0:1 |     |     |     | 2:1 |     |     | 1:1 | 0:0 |     |
| «Реал Фарма»         | 3:1 | 0:0 | 0:2 | 1:2 | 1:0 | 1:1 | 1:1 | 2:0 |     | 1:1 | 0:2 |     | 1:4 |     |     | 1:0 | 1:4 |     |     |     |     |
| «Таврія-Сімферополь» | 1:2 | 2:1 | 0:0 | 1:1 | 1:3 | 2:0 | 2:1 | 3:0 | 1:1 |     |     |     |     | 0:4 | 1:3 | 1:1 |     |     | 2:2 |     |     |

### Найкращі бомбардири
| № | Футболіст        | Команда                                       | Голи (пен.) |
| - | ---------------- | --------------------------------------------- | ----------- |
| 1 | Олексій Бойко    | «Мир»                                         | 19 (2)      |
| 1 | Костянтин Черній | «Кремінь»                                     | 19 (2)      |
| 3 | Ігор Бука        | «Гірник»                                      | 11          |
| 4 | Едуард Сарапій   | МФК «Металург»                                | 11 (6)      |
| 5 | Вадим Воронченко | «Таврія-Сімферополь» (8) / МФК «Металург» (2) | 10 (2)      |
| 5 | Ігор Яровой      | «Гірник»                                      | 10 (2)      |

== Матч за перше місце в другій лізі ==
Відповідно до регламенту змагань для визначення чемпіона України серед команд клубів другої ліги проводиться матч між командами, що за підсумками чемпіонату посіли перші місця у групах А і Б. Жеребкування номінального господаря поля відбулося 20 травня 2019 року.
| 1 червня 2019 17:00 +27 °C |

| ФК «Минай» | 0:1      | «Кремінь»  |
| ---------- | -------- | ---------- |
|            | Протокол | Черній 78' |

| «Зірка», Кропивницький Глядачів: 520 Арбітр: Віктор Копієвський (Кропивницький) |

## Перехідні матчі за право виступати в першій лізі
За підсумками сезону команди, які посіли 13-те та 14-те місця в першій лізі, грають перехідні матчі за право виступати у першій лізі проти команд, які посіли друге місце у групах А і Б в другій лізі. Жеребкування послідовності проведення матчів відбулося 20 травня 2019 року.
| 29 травня 2019 19:00 +23 °C |

| МФК «Металург» | 0:4      | «Агробізнес»                                  |
| -------------- | -------- | --------------------------------------------- |
|                | Протокол | Курило 9', 17' (пен.) Слотюк 45' Черненко 86' |

| «Славутич-Арена», Запоріжжя Глядачів: 4575 Арбітр: Віталій Романов (Дніпро) |

| 2 червня 2019 18:00 +22 °C |

| «Агробізнес» | 0:1      | МФК «Металург» |
| ------------ | -------- | -------------- |
|              | Протокол | Крапивний 50'  |

| «Юність», Волочиськ Глядачів: 2500 Арбітр: Дмитро Кривушкін (Харків) |

«Агробізнес» переміг 4:1 за сумою двох матчів та зберіг місце в першій лізі, а МФК «Металург» — у другій.
Перед початком наступного чемпіонату через те, що «Арсенал-Київ» знявся зі змагань у першій лізі, МФК «Металург» підвищився у класі. 
| 29 травня 2019 13:00 +25 °C |

| ПФК «Суми» | 0:4      | «Черкащина-Академія»                                |
| ---------- | -------- | --------------------------------------------------- |
|            | Протокол | Медведь 56' Зеленевич 61' Тимофієнко 69' Чорний 72' |

| «Ювілейний», Суми Глядачів: 200 Арбітр: Дмитро Кутаков (Київська область) |

| 2 червня 2019 15:00 +27 °C |

| «Черкащина-Академія»              | 3:1      | ПФК «Суми» |
| --------------------------------- | -------- | ---------- |
| Кошадзе 3' Сторчоус 26' Бойко 54' | Протокол | Попов 24'  |

| «Зоря», Білозір'я Глядачів: 800 Арбітр: Сергій Бойко (Київська область) |

«Черкащина-Академія» перемогла 7:1 за сумою двох матчів та вийшла до першої ліги, ПФК «Суми» вибуває до другої ліги.